# Censo peruano de 2007
El censo peruano de 2007 fue una enumeración detallada de la población peruana así como de sus viviendas. Fue el undécimo censo nacional de población y sexto de vivienda, llevado a cabo en el Perú por el Instituto Nacional de Estadística e Informática (INEI) el domingo 21 de octubre de 2007.
La realización de este censo fue sugerida luego que existiesen discusiones sobre los resultados del censo de 2005, los resultados del Censo Nacional 2007 se obtuvieron en la primera semana de julio del 2008. Los gastos se calculan en 55 millones de soles, y las 12 millones de cédulas censales fueron llenadas por 460 mil empadronadores voluntarios en las áreas urbanas y 24 mil empadronadores en la zona rural.

## Población por departamentos

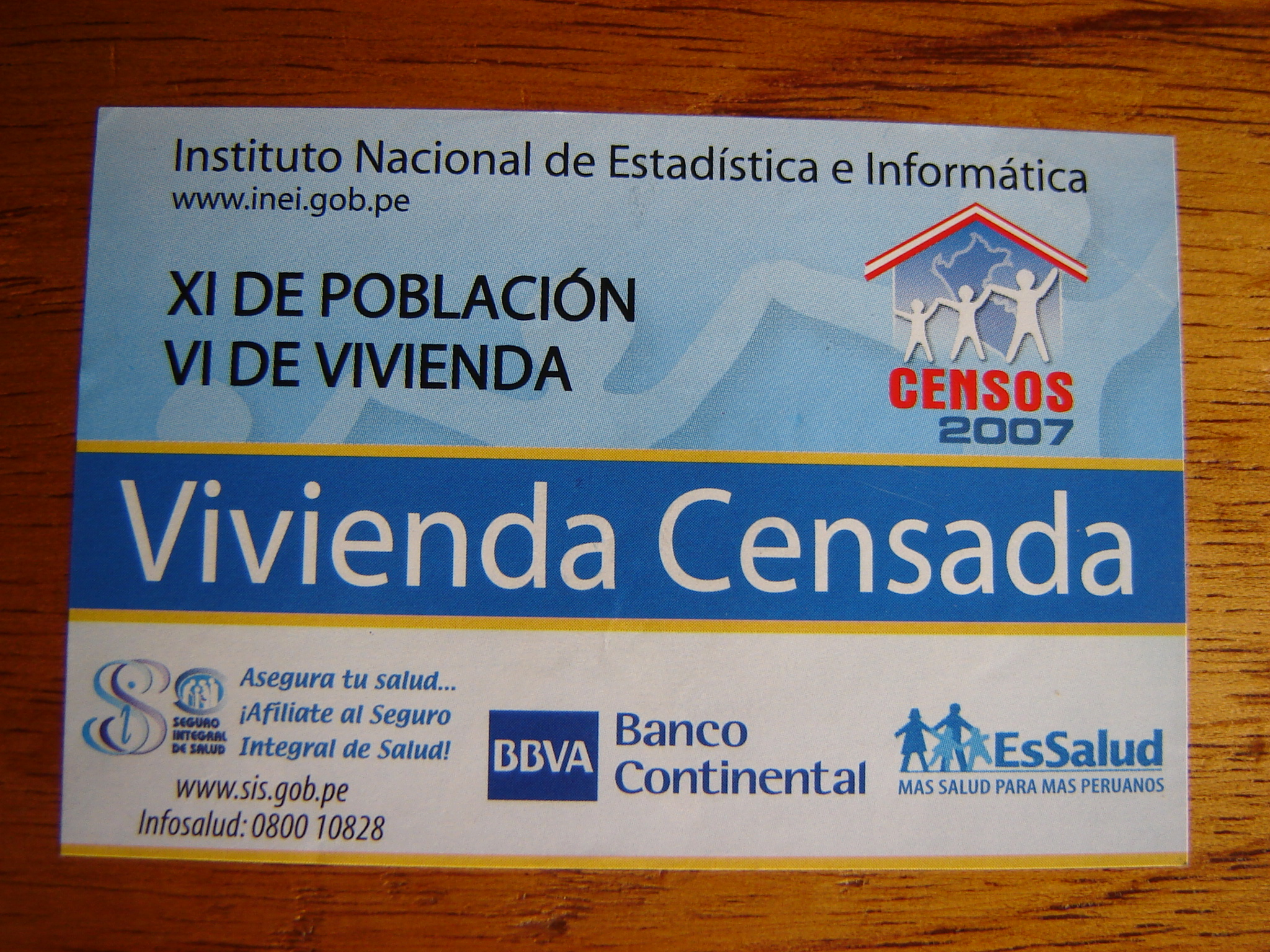
Distintivo que señala a una vivienda como censada.

## Población por departamentos[4]
| Departamento  | Habitantes |
| ------------- | ---------- |
| Perú          | 28 220 589 |
| Amazonas      | 411 011    |
| Ancash        | 1 099 573  |
| Apurímac      | 438 782    |
| Arequipa      | 1 177 330  |
| Ayacucho      | 653 755    |
| Cajamarca     | 1 455 201  |
| Callao        | 890 887    |
| Cusco         | 1 216 168  |
| Huancavelica  | 477 102    |
| Huánuco       | 795 780    |
| Ica           | 727 824    |
| Junín         | 1 272 890  |
| La Libertad   | 1 663 602  |
| Lambayeque    | 1 142 757  |
| Lima          | 8 564 867  |
| Loreto        | 921 518    |
| Madre de Dios | 112 814    |
| Moquegua      | 165 492    |
| Pasco         | 290 275    |
| Piura         | 1 673 315  |
| Puno          | 1 320 075  |
| San Martín    | 753 339    |
| Tacna         | 294 965    |
| Tumbes        | 204 650    |
| Ucayali       | 444 619    |

## Principales indicadores demográficos[4]
| Población                                           | Cifras            | Porcentaje        |                   |                   |                   |                   |
| Población general                                   | Población general | Población general | Población general | Población general | Población general | Población general |
| --------------------------------------------------- | ----------------- | ----------------- | ----------------- | ----------------- | ----------------- | ----------------- |
| Población total                                     | 28 220 764        | 100.0             |                   |                   |                   |                   |
| Población censada                                   | 27 412 157        | 97.1              |                   |                   |                   |                   |
| Hombres                                             | 13 622 640        | 49.7              |                   |                   |                   |                   |
| Mujeres                                             | 13 789 517        | 50.3              |                   |                   |                   |                   |
| Población por edad                                  |                   |                   |                   |                   |                   |                   |
| Población de 0 a 14 años                            | 8 357 533         | 30.5              |                   |                   |                   |                   |
| Población de 15 a 29 años                           | 7 554 204         | 27.6              |                   |                   |                   |                   |
| Población de 30 a 64 años                           | 9 735 733         | 35.5              |                   |                   |                   |                   |
| Población mayor de 65 años                          | 1 764 687         | 6.4               |                   |                   |                   |                   |
| Población según asistencia escolar                  |                   |                   |                   |                   |                   |                   |
| Total                                               | 7 308 023         | 100               |                   |                   |                   |                   |
| De 6 a 11 años                                      | 3 143 247         | 94.9              |                   |                   |                   |                   |
| De 12 a 16 años                                     | 2 572 208         | 88.3              |                   |                   |                   |                   |
| De 17 a 24 años                                     | 1 592 568         | 38.4              |                   |                   |                   |                   |
| Población con educación superior (mayor de 15 años) |                   |                   |                   |                   |                   |                   |
| Total                                               | 5 922 674         | 31.1              |                   |                   |                   |                   |
| Hombres                                             | 2 996 418         | 32.0              |                   |                   |                   |                   |
| Mujeres                                             | 2 926 256         | 30.2              |                   |                   |                   |                   |
| Población analfabeta (mayor de 15 años)             |                   |                   |                   |                   |                   |                   |
| Total                                               | 1 359 558         | 7.1               |                   |                   |                   |                   |
| Hombres                                             | 336 270           | 3.6               |                   |                   |                   |                   |
| Mujeres                                             | 1 023 288         | 10.6              |                   |                   |                   |                   |
| Fertilidad                                          |                   |                   |                   |                   |                   |                   |
| Mujeres en edad fértil (15 a 49 años)               | 7 356 048         | 53.3              |                   |                   |                   |                   |
| Total madres (mayores de 12 años)                   | 6 821 386         | 68.8              |                   |                   |                   |                   |
| Madres adolescentes (12 a 19 años)                  | 160 258           | 7.3               |                   |                   |                   |                   |
| Promedio hijos por mujer                            | 1.7               |                   |                   |                   |                   |                   |